# 科雷希多岛
科雷希多島（Corregidor）位于菲律賓馬尼拉灣的入口處，行政上屬於甲米地管辖。
科雷希多島的形狀像隻蝌蚪。如果把右手的食指與拇指合攏圍個圓圈，馬尼拉是在虎口的地方，食指是巴丹半島，拇指是甲米地，科雷希多島就在食指與拇指相接的地方。
控制了科雷希多島就可以控制船隻進出馬尼拉灣，西班牙人統治時期在島上蓋有燈塔，美國人統治菲律賓後，在島上蓋許多軍事設施。
二次世界大戰爆發後，日本軍隊進攻東南亞，科雷希多島成為兵家必爭之地，麥克阿瑟將軍就是在這裡留下「I Shall Return」的名言然後離開菲律賓前往澳洲。1945年科雷吉多島戰役時美軍又收回了該島。